# Hèrcules Club de Futbol
L'Hèrcules Club de Futbol és un equip de futbol de la ciutat d'Alacant (l'Alacantí, País Valencià). Actualment és l'equip de futbol més destacat de la ciutat. El seu camp és el José Rico Pérez, amb capacitat per a 30.000 espectadors, que es troba al barri de Sant Blai.

## Història
El club va ser fundat oficialment el setembre de 1922 a partir del Club Natació Alacant, però abans ja hi ha documents que parlen de l'existència d'un grup de xavals que jugaven uniformats i sota el nom de l'Hèrcules. Aquest fet ha generat entre els seus aficionats una controvèrsia quant a l'any de fundació, ja que hi ha qui defensa que l'Hèrcules es va inaugurar el 1914 (que és quan trobem els primers articles dels seus partits) i hi qui defensa que la data de fundació és 1922, quan l'equip es va inscriure en la Federació Valenciana de Futbol. Des del club, la data que es fa oficial és 1922 i l'any 2012 s'ha celebrat i retut homenatge al 90 aniversari. El fundador va ser Vicent Pastor Alfosea, anomenat manyagosament El Gepa per una deformació física provocada per una caiguda a l'escala quan només tenia dos anys.
Cal dir, que l'Hèrcules no va pas dur sempre els colors actuals. Als començaments, pel 1914, la samarreta la formaven ratlles verticals roges i blanques. Igualment, l'escut era molt diferent de l'actual. Va ser cap a 1932, amb la desaparició de l'emblemàtic Club Natació Alacant quan l'equip alacantí va adoptar els colors i l'escut d'aquest equip.
El 1932 va inaugurar el camp de Bardín i el 1935 debutà a Primera Divisió. El març de 1941 l'Hèrcules aconseguí els serveis de cinc jugadors de l'Alacant CF: Martín, Del Pozo, Pina, Corona i Rey. Aquesta temporada l'Hèrcules adoptà el nom Alacant CD, prenent el nom de la ciutat i l'Alacant CF adoptà el nom de Lucentum CF. En finir la temporada es retornaren als noms originals.
La seua època daurada la va viure als anys 70 i de la mà d'Arsenio Iglesias, quan l'equip valencià va estar diverses temporades en primera divisió. El 3 d'agost de 1974 es va estrenar l'estadi José Rico Pérez amb un partit amistós contra el FC Barcelona que va acabar 0-4. La temporada 2009-10, en guanyar l'Irun, l'Hèrcules va ascendir a primera divisió, en la qual no jugava des de la temporada 1996-97. L'any 2014 l'Hèrcules va baixar de categoria i, malgrat haver aconseguit classificar-se per a diversos play-offs d'ascens a Segona Divisió (fins i tot quedant eliminat en la última ronda en la temporada 2019-20) no ha pogut escapar del “pou”, amb nombrosos canvis d'entrenador en la dècada de 2010, i juga a Segona Divisió RFEF

### Evolució de l'uniforme
| 1914 | 1928 | 1943 | 1959 | 1994 | 2007-08 | 2009-10 | 2010-11 | 2011-12 |  |

## Estadi

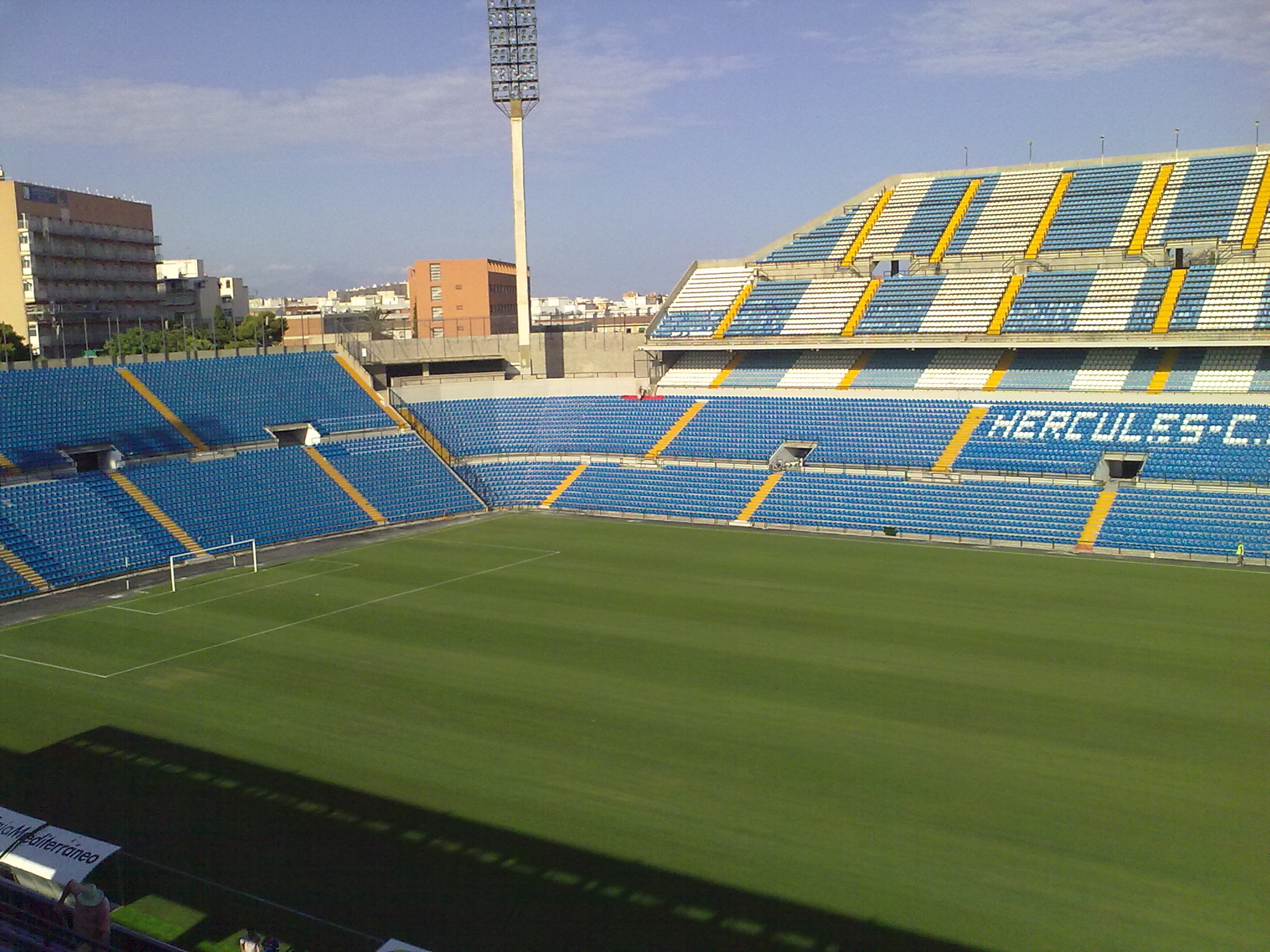
Imatge de l'estadi

El camp on l'Hèrcules disputa els seus partits com a local és l'Estadi José Rico Pérez, situat en la ciutat valenciana d'Alacant. Duu el nom de José Rico Pérez, qui era president de l'Hèrcules CF quan es va inaugurar. Amb una capacitat de 30.000 espectadors, l'estadi és el tercer amb més capacitat del País Valencià, després del Mestalla i del Martínez Valero, a la ciutat de València i Elx respectivament.
L'Hèrcules realitzava els seus entrenaments en el Camp de futbol de Fontcalent, construït l'any 2006 i situat a la pedania de Fontcalent d'Alacant fins que per falta de pressupost es va abandonar encara que per a la temporada 2020-21 es planteja la seua remodelació i la tornada de l'equip a les instal·lacions.

## Curva Sur
Curva Sur Hércules o Curva Sur és un grup ultra de l'equip que es declara apolític i consta de més de 60 membres. Va ser creat al començament de la temporada 2008-2009, situats en un principi a la corba del fons sud amb tribuna de l'Estadi José Rico Pérez. Actualment, s'ubiquen en fons sud, on el club va crear la grada d'animació. La majoria dels membres provenen d'altres grups ja existents anteriorment i que van decidir crear un grup amb un estil diferent, més italià, més com els tifosi, els seguidors radicals del futbol italià.

## Dades del club
- Temporades a Primera divisió: 20
- Temporades a Segona divisió: 43
- Major golejada a favor a Primera divisió: Hércules 6 - Celta de Vigo 1 (temporada 1939-40)
- Major golejada en contra a Primera divisió: Atlètic de Madrid 9 - Hércules 0 (temporada 1955-56)
- Millor posició a la lliga (1a divisió) : 5è (temporada 1974-75)
- Pitjor posició a la lliga (1a divisió): 21è (temporada 1996-97)

## Denominacions
- 1914-1941: Hércules Football Club.
- 1941-1942: Alicante Club Deportivo.
- 1942-1943: Hércules de Alicante.
- 1943-1969: Hércules Club de Fútbol.
- 1969: Hércules de Alicante.
- 1969-present: Hércules Club de Fútbol. Societat anònima esportiva des de 1995.

## Jugadors
Categoria principal: Futbolistes de l'Hèrcules CF

## Entrenadors
En l'actual temporada 2021-22 l'entrenador és Sergio Mora.

## Galeria d'imatges

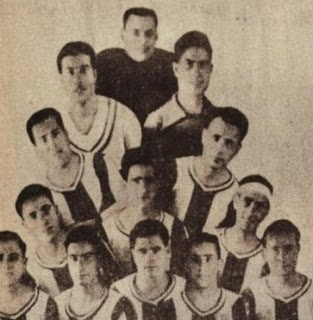
Hèrcules FC als anys vint.
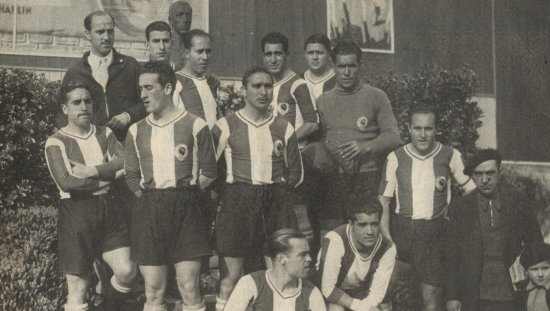
Hèrcules CF el 1936.
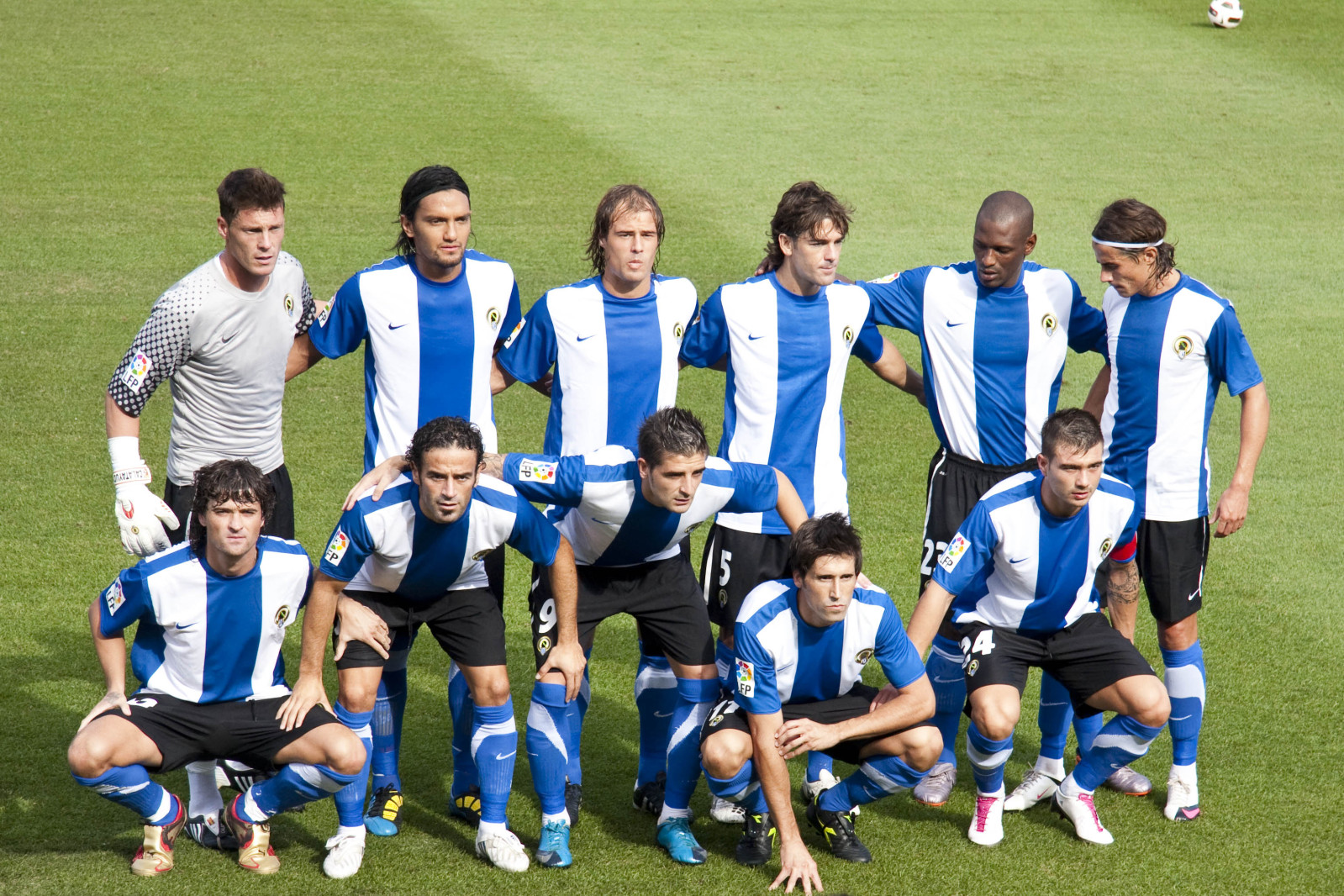
Alineació titular de l'Hèrcules CF la jornada 1 de la temporada 2010-2011, que significava el retorn a primera divisió després de 13 anys
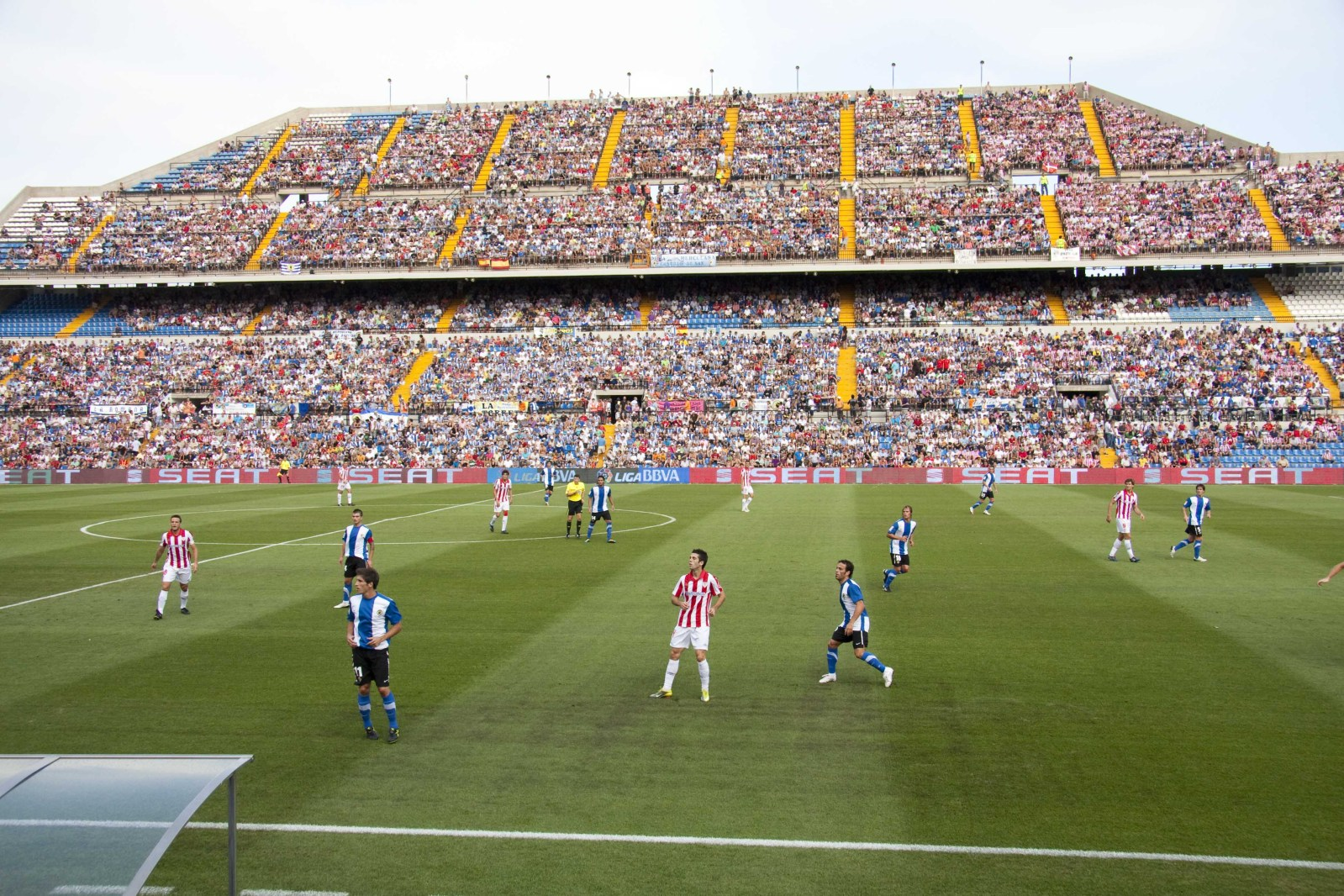
Vista de l'Estadi José Rico Pérez des de tribuna baixa, durant el partit Hèrcules-Athletic Club de la temporada 2010-2011.
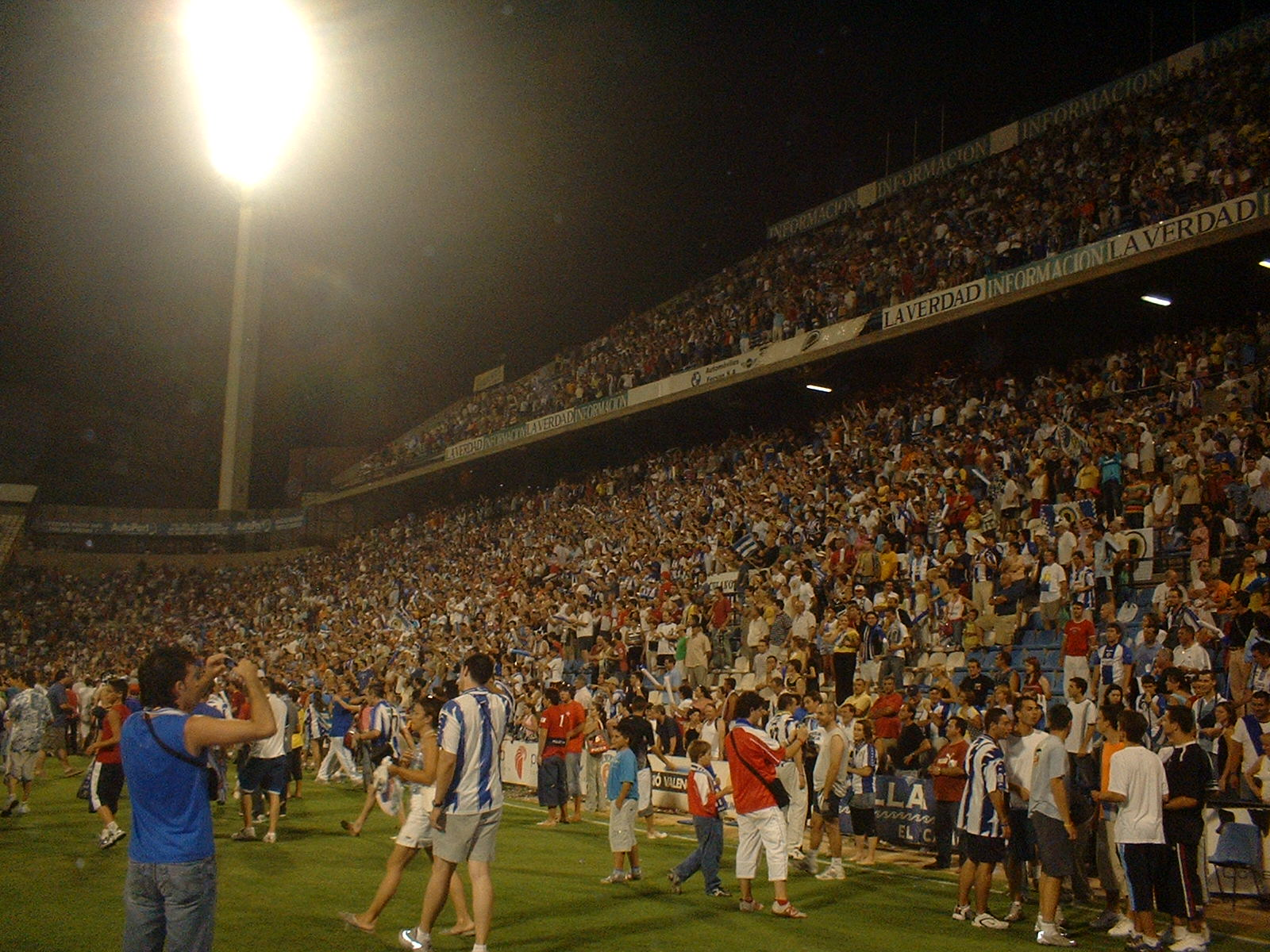
Ascens de l'Hèrcules a segona divisió, temporada 2004-2005